# منتین اش، روندا کنون تاو
مَنتین اَش (به انگلیسی: Mountain Ash) یک شهرک در ولز است که در روندا کنون تاو واقع شده‌است. منتین اش ۷٬۳۷۴ نفر جمعیت دارد.

## نگارخانه

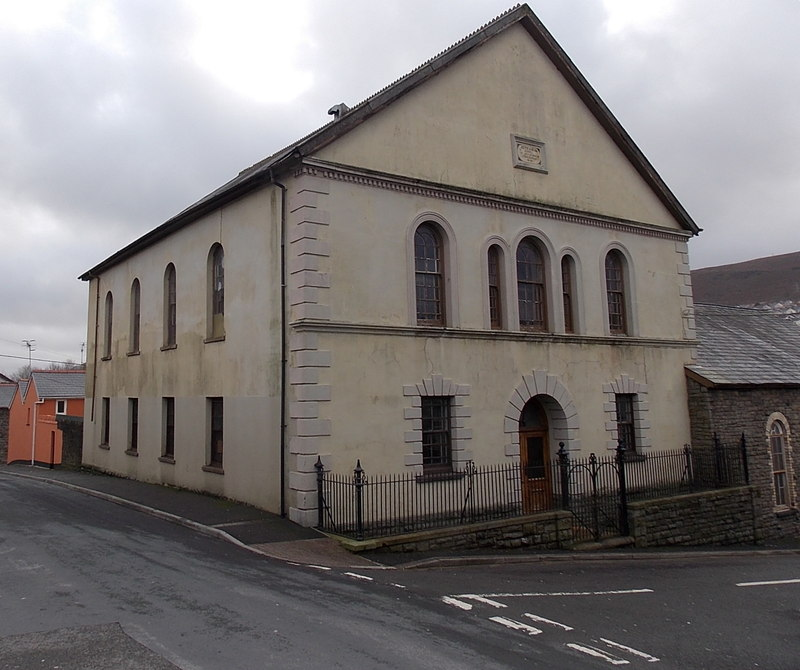
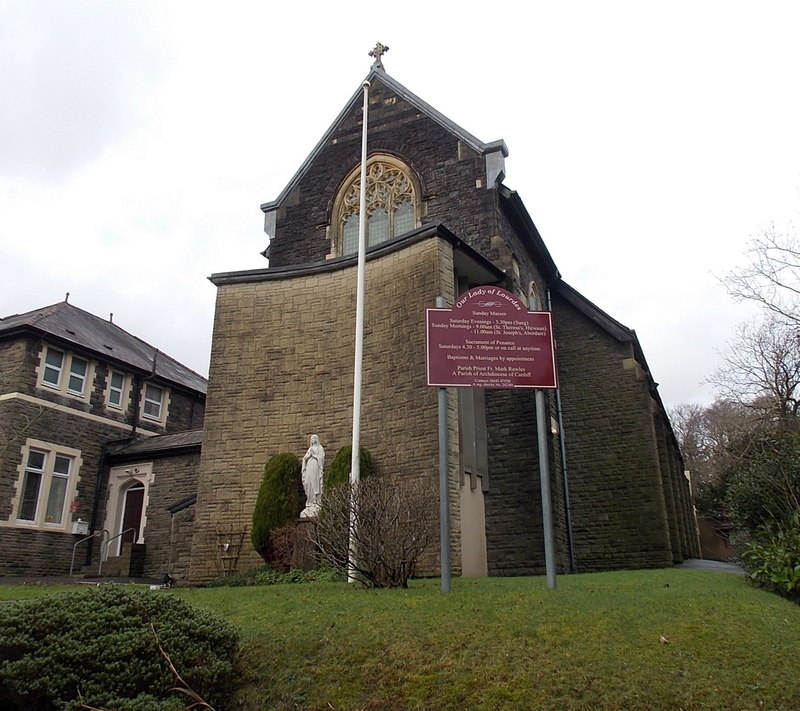